# Памятники истории и культуры местного значения Восточно-Казахстанской области
Памятники истории и культуры местного значения Восточно-Казахстанской области — отдельные постройки, здания и сооружения с исторически сложившимися территориями указанных построек, зданий и сооружений, мемориальные дома, кварталы, некрополи, мавзолеи и отдельные захоронения, произведения монументального искусства, каменные изваяния, наскальные изображения, памятники археологии, включенные в Государственный список памятников истории и культуры местного значения Восточно-Казахстанской области и являющиеся потенциальными объектами реставрации, представляющие историческую, научную, архитектурную, художественную и мемориальную ценность и имеющие особое значение для истории и культуры всей страны. Списки памятников истории и культуры местного значения утверждаются исполнительным органом региона по представлению уполномоченного органа по охране и использованию историко-культурного наследия.

## История

### Списки памятников 1978 года
8 июня 1978 года Исполнительный комитет Семипалатинского областного Совета народных депутатов принял решение № 319-II «О памятниках культуры, рекомендуемых под государственную охрану». Этим решением предусматривалось оформить охранное обязательство и разработать проекты реставрации памятников.
30 августа 1978 года Исполнительный комитет Восточно-Казахстанского областного Совета народных депутатов принял решение № 494 «О памятниках культуры, рекомендуемых под государственную охрану».
В советский период список памятников истории и культуры неоднократно дополнялся и изменялся. Так, изменения в списки Восточно-Казахстанской и Семипалатинской областей вносились в 1979, 1980, 1981, 1982, 1984, 1985, 1986, 1987, 1988, 1989, 1990 и 1991 годах.
После обретения независимости список также редактировался. Отдельные изменения были внесены в 1992, 1994, 1995, 1996 и 1998 годах.

### Список памятников 2008 года
25 апреля 2008 года был утверждён новый Государственный список памятников истории и культуры местного значения Восточно-Казахстанской области, одновременно с которым все предыдущие решения по этому поводу были признаны утратившими силу. В новый список вошли 612 объектов на территории области.
В конце 2014 в закон «Об охране и использовании историко-культурного наследия» внесены поправки, в соответствии с которыми полномочия лишать объекты местного значения статуса памятников истории и культуры перешли к управлениям культуры при акиматах. Изменения нового списка памятников произошли в 2014, 2015 и 2017 годах.
Список памятников ВКО разделён на следующие разделы:
- Усть-Каменогорск
- Риддер
- Курчатов
- Алтайский район (ранее Зыряновский)
- Глубоковский район
- Зайсанского район
- Катон-Карагайский район
- Куршимский район
- Тарбагатайский район
- Уланский район
- Шемонаихинский район